# Michael Lark
Michael Lark est un dessinateur de bande dessinée américain spécialisé dans le comic book de super-héros.

## Récompenses
- 2004 : Prix Eisner de la meilleure histoire à suivre pour Half a Life (Gotham Central n°6-10, avec Greg Rucka)
- 2004 : Prix Harvey du meilleur numéro pour Gotham Central n°10 (avec Greg Rucka)
- 2007 : Prix Harvey de la meilleure série pour Daredevil (avec Ed Brubaker)
- 2011 : Prix Eisner de la meilleure histoire courte pour « Post Mortem », dans I Am an Avenger n°2 (avec Greg Rucka)

### Marvel Comics

#### Couvertures seules
- Captain America vol. 5 #11 (2005)
- Marvel Spotlight: Joss Whedon and Michael Lark (2005)
- The Amazing Spider-Man #623-624 (2010)
- The Amazing Spider-Man: Origin of the Hunter, oneshot (2010)
- Marvel Universe Vs. Wolverine, limited series, #4 (2011)

### DC Comics
- All Star Comics (miniseries) #1
- Batman: Nine Lives
- Books of Magic #68
- Gotham Central #1-10, 12-15, 19-25
- Invisibles vol. 2, #6
- JSA All Stars #7
- Legend of the Hawkman #1-3
- Sandman Mystery Theatre #57-60
- Shade The Changing Man #58
- Scene of the Crime #1-4
- Superman: War of the Worlds #1
- Terminal City #1-9
- Terminal City: Aerial Graffiti #1-5
- Vertigo: Winter's Edge #2-3

#### Couvertures
- All Star Comics 80 Page Giant #1
- Golden Age Secret Files & Origins #1
- Gotham Central #11, 16-18, 26-30

### Image Comics
- Lazarus (série en cours)

### Mojo Press
- Occurrences: The Illustrated Ambrose Bierce
- Weird Business